# Список персонажей The Last of Us Part II
The Last of Us Part II (букв. с англ. — «Последние из нас: Часть 2», в России официально издаётся под названием «Одни из нас: Часть II») — приключенческая игра 2020 года, разработанная компанией Naughty Dog и изданная Sony Interactive Entertainment, фокусируется на двух главных героях: Элли, которая отправляется на месть после тяжёлой трагедии, и Эбби Андерсон, солдата, которая оказывается втянутой в конфликт между её ополчением и культом. Переключение между игровыми персонажами было одним из основных моментов разработки игры, основанный на аналогичном переключении в оригинальной игре 2013 года The Last of Us.
Часть игры посвящена отношениям Элли с Джоэлом, главным героем первой игры. В игре к Элли присоединяются несколько компаньонов, включая её подругу Дину, друга Джесси и брата Джоэла — Томми. Эбби — член Вашингтонского Освободительного Фронта (сокр. ВОФ), в который также входят её бывший парень Оуэн и её друг Мэнни, а возглавляет его Айзек. На протяжении всего своего путешествия Эбби встречает и защищает Яру и Лева, брата и сестру из противоборствующего культа, известного как Серафиты.
Креативный директор Нил Дракманн совместно с Хэлли Гросс написала сюжет и разработала персонажей второй части. Сцены были записаны с помощью технологии performance capture, которая позволяет записывать движения и голос одновременно. Актёрам была предоставлена широкая свобода импровизации и возможность предлагать идеи во время исполнения роли. Одной из целей сценаристов было создание многогранных персонажей, особенно Элли, и они хотели показать уязвимые места Эбби, чтобы игрок мог сопереживать ей. Персонажи были восприняты неоднозначно, при этом сам игровой процесс получил одобрение.

## Создание и концепт

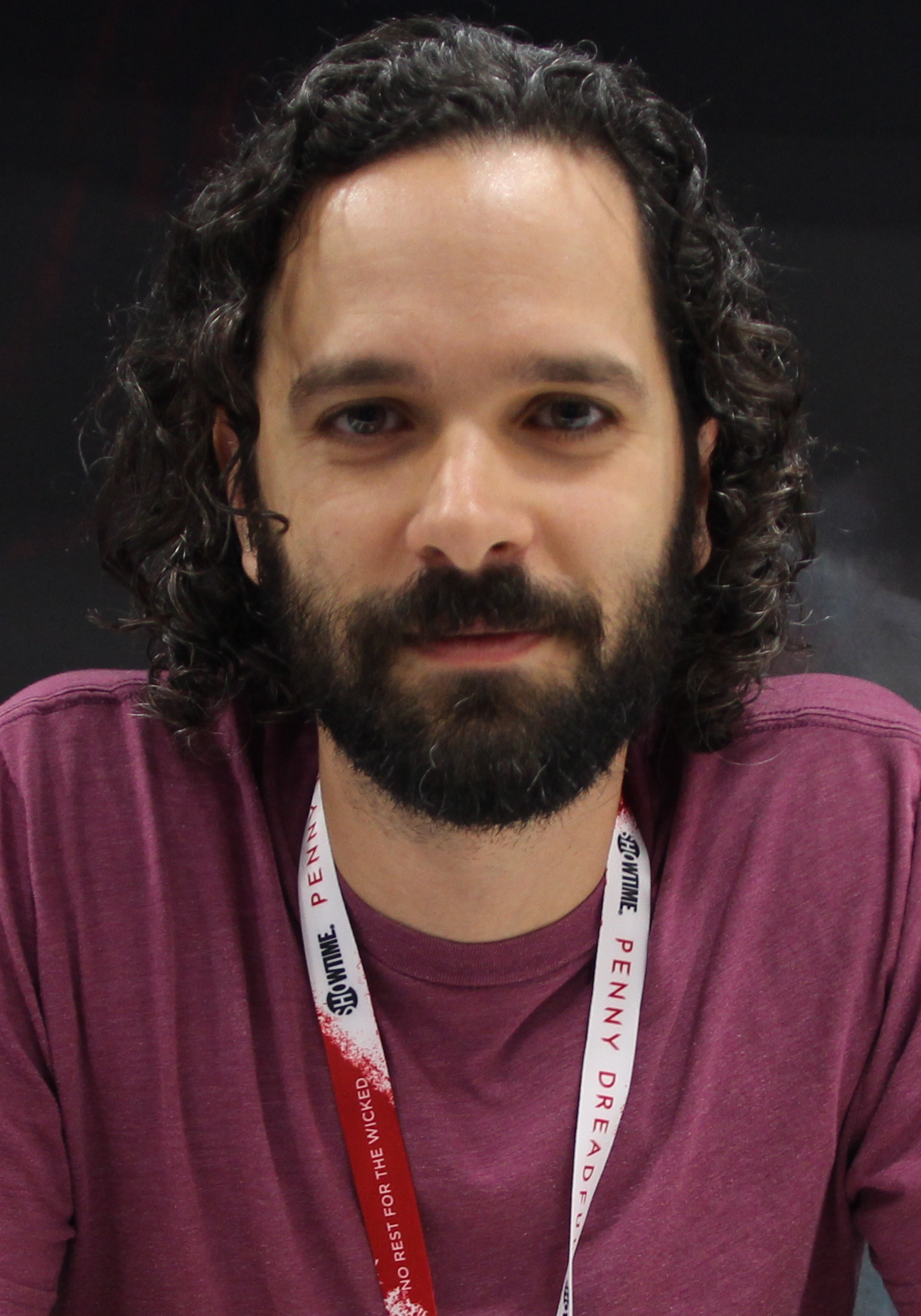
Нил Дракманн — креативный директор Naughty Dog и сценарист The Last of Us Part II

Для The Last of Us Part II выступления актёров записывались в студии в Плайя-Виста, Лос-Анджелес, с использованием технологии performance capture, записывающей движения и голос одновременно. Актёры были одеты в костюмы для захвата движения, а на голове были установлены камеры, отслеживающие движения мышц лица и глаз. Запись велась с 2017 года по апрель 2019 года. Актёрам было позволено импровизировать или предлагать идеи во время выступления; он сказал, что сделает «20 или 30 дублей, если потребуется». Соавтор сценария Хэлли Гросс отметила, что целью сценаристов было «создать самых многогранных персонажей, которых вы видели в играх». Она особенно хотела показать многогранное поведение Элли, показать её силу, а также её неуверенность. Она хотела, чтобы эта история показала, что «нет ни героев, ни злодеев». Сценарист и режиссёр Нил Дракманн обнаружил, что все три играбельных персонажа — Джоэл в первой игре, Элли и Эбби во второй части — зеркально отражают друг друга, поскольку все они страдают от преодоления душевных травм и «утихомиривания своих демонов».

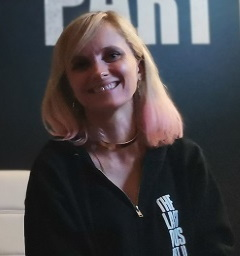
Хэлли Гросс — сценарист The Last of Us Part II

Смена игрового персонажа с Элли на Эбби была вдохновлена сменой Джоэла на Элли в первой игре, хотя и подчёркнута во второй части из-за её сосредоточенности на сопереживании. Дракманн обнаружил, что игроки вели себя по-другому, когда их заставляли играть за Элли в первой игре, и хотел повторить аналогичные изменения с Эбби во второй части. Дракманн также вдохновился переключением персонажа в Metal Gear Solid 2: Sons of Liberty (2001), о котором умалчивалось в маркетинге этой игры. Сценаристы экспериментировали с перемежением игровых отрезков Элли и Эбби, но в итоге остановились на более длинных сегментах. Дракманн обнаружил, что попытка Элли отомстить была зеркальным отражение Эбби, которая уже добилась этого, отомстив за своего отца. Ранние игровые тесты финального боя привели к путанице относительно решения Элли пощадить Эбби; редакция предложила добавить вспышку с воспоминанием о Джоэле, играющего на гитаре, что, по мнению Дракманна, было эффективным балансом между явной и неявной мотивацией. В течение более половины производства Элли убивала Эбби в финале игры, и возвращалась на ферму. Дракманн считал, что это тематически уместно, но понял, что слишком много внимания уделяется темам, а не персонажам; после обсуждения Яры и Лева они пришли к выводу, что это кажется нечестным и что у Элли все ещё есть немного доброты. Дракманн хотел, чтобы игроки поддерживали обоих персонажей в финальной схватке.

## Основные персонажи

### Элли

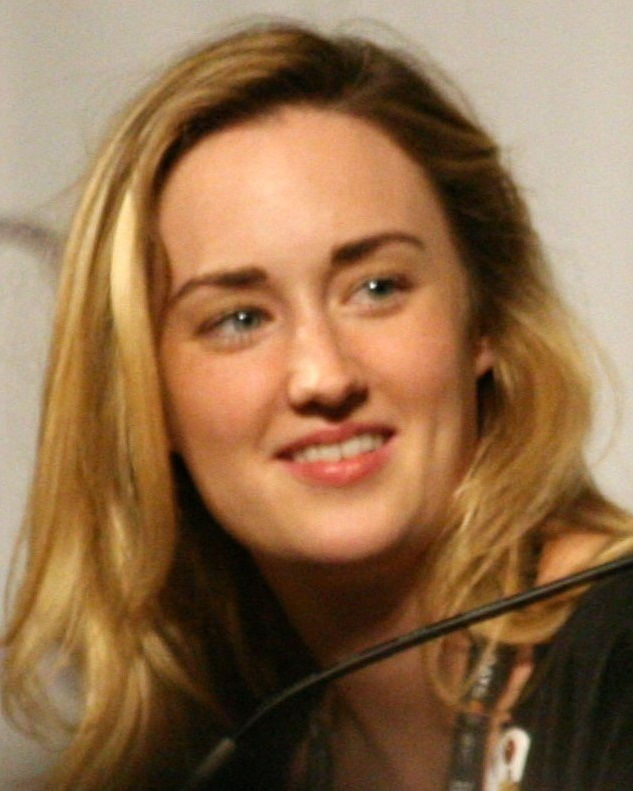
Эшли Джонсон — исполнительница роли Элли.

Э́лли (Эшли Джонсон) — играбельный протагонист игры The Last of Us Part II. Через два года после событий первой игры Элли вернулась в больницу «Цикад» и узнала правду о том, что сделал Джоэл. Основной сюжет второй части происходит два года спустя, когда Элли и Джоэл обустроились в Джексоне, хотя очевидно, что их отношения по-прежнему натянуты. Элли и её подруга Дина покидают Джексон в поисках Джоэла и Томми. Элли попадает в лагерь Вашингтонского Освободительного Фронта (ВОФ), где становится свидетелем того, как Эбби Андерсон забивает Джоэла до смерти, и клянётся отомстить. Элли и Дина отправляются на базу ВОФ в Сиэтле, куда так же уехал и Томми. Избежав засады ВОФ, пара отступает в театр, где Элли раскрывает Дине свой иммунитет и узнаёт, что Дина беременна. На следующий день, когда Дина заболела, Элли в одиночку преследует Томми и сталкивается с бывшим парнем Дины Джесси, который последовал за ними в Сиэтл. Уклоняясь от Серафитов, культа, борющегося с ВОФ за контроль над Сиэтлом, Элли выслеживает другого члена ВОФ, Нору Харрис, в больнице и пытает её, чтобы получить информацию.
На следующий день Джесси отправляется в погоню за Томми, а Элли отправляется в убежище Эбби в океанариуме. После сражения Элли убивает союзников Эбби, беременную Мэл и её бойфренда Оуэна Мура. Вернувшись в театр, Элли, Дина, Джесси и Томми попадают в засаду Эбби, которая убивает Джесси и стреляет в Томми. Она одолевает Элли и Дину, но щадит их и предупреждает, чтобы они уходили. Спустя некоторое время Элли и Дина живут на ферме, заботясь о ребёнке Дины, но Элли страдает от посттравматического стресса. Когда Томми приезжает с информацией о местонахождении Эбби, Элли отправляется в Санта-Барбару, чтобы убить её, несмотря на мольбы Дины. Она попадает в ловушку, но спасается и спасает Эбби и Лева, ослабших от жестоких пыток. Угрожая убить Лева, Элли заставляет Эбби бороться с ней. Элли одерживает верх, теряя при этом два пальца, но оставляет Эбби в живых. Элли возвращается в дом на ферме и находит его пустым. Она играет на гитаре Джоэла, вспоминает о своём обещании Джоэлу попытаться простить его и уходит.
Для образа главного персонажа Джонсон использовала навыки, которые она получила, работая с Бейкером над первой игрой. Джонсон использовала свой личный опыт переживания тревоги и вместе с Дракманном исследовала последствия посттравматического стрессового расстройства. Увлечение Элли астрономией было основано на интересах самой Джонсон, а её одержимость комиксами — на детстве Дракманна. Гросс считает, что решение Элли выследить Эбби было продиктовано её желанием преодолеть посттравматический стресс, а не желанием убить Эбби. Гросс, которая дважды страдала от посттравматического стрессового расстройства, считает своей обязанностью точно отразить эту тему. Сценаристы хотели реконструировать восприятие насилия в Джоэле и Элли: в то время как Джоэл равнодушен и практичен, Элли убивает, чтобы поддержать «культуру чести», связывая насилие со своим эго. Некоторые члены команды считали, что одержимость Элли Эбби сродни наркотической зависимости, и что Дина ушла, так как чувствовала, что эта одержимость никогда не закончится. Джонсон получила признание за свою работу, и была номинирована на несколько премий.

### Эбби

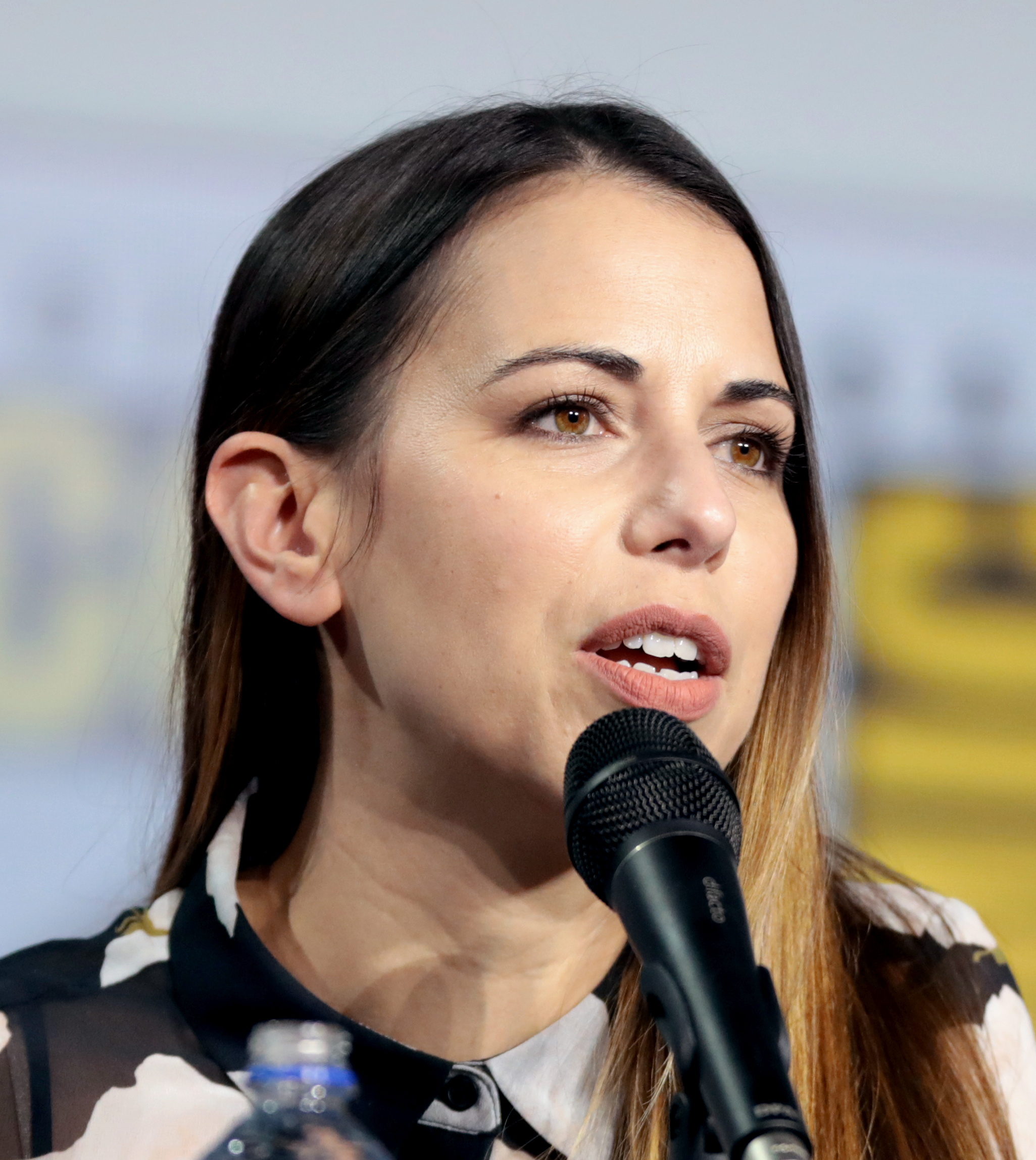
Лора Бейли, сыгравшая Эбби.

Э́бигейл «Э́бби» А́ндерсон (Лора Бейли) — играбельная главная героиня второй части. Её отец, Джерри Андерсон, был хирургом Цикад, которого Джоэл убил в конце первой игры, чтобы спасти Элли. Четыре года спустя, в возрасте около двадцати лет, она выслеживает Джоэла и избивает его до смерти. Спустя некоторое время, вернувшись в Сиэтл, Эбби узнаёт, что её бывший парень Оуэн пропал без вести во время расследования дела Серафитов. Лидер ВОФ, Айзек Диксон, считает, что тот мог дезертировать, и планирует напасть на островное поселение серафитов. В поисках Оуэна, Эбби попадает в плен и становится свидетелем того, как серафиты отрубают руку беглой девушке Яре. После спасения младшим братом Яры, Левом, они попадают в океанариум, где Эбби находит Оуэна. Он планирует плыть в Санта-Барбару, где предположительно перегруппировались Цикады. Рука Яры требует ампутации, поэтому Эбби и Лев забирают медицинские принадлежности из больницы, которая захвачена заражёнными. Лев убегает в поселение серафитов, чтобы убедить их мать покинуть культ. Эбби и Яра преследуют его, отбиваясь от нападения Томми.
В поселении они обнаруживают, что Лев убил свою набожную мать в целях самообороны. Когда ВОФ атакуют поселение, Яра убивает Айзека и приносит себя в жертву, чтобы дать Эбби и Леву возможность спастись. Эбби и Лев возвращаются в океанариум и находят Оуэна и его беременную девушку Мэл убитыми, а также карту, ведущую к театру Элли. В театре Эбби убивает Джесси, стреляет в Томми и берёт верх над Элли и Диной. Узнав, что Дина беременна, Эбби по настоянию Лева отступает и предупреждает, чтобы они уходили и не возвращались. Через некоторое время Эбби и Лев приезжают в Санта-Барбару в поисках Цикад, но попадают в плен к Крысоловам, рабовладельческим бандитам. После нескольких недель пыток их спасает Элли. Угрожая убить Лева, Элли заставляет Эбби сражаться с ней. Элли одолевает её, но оставляет в живых. Эбби уплывает с Левом на базу Цикад на острове Каталина.
Эбби описывают как обладающую «властным присутствием», а её физическое телосложение отражает годы тренировок и боёв. Её дизайн претерпел несколько итераций, с целью изобразить её «способной, утилитарной и сильной». Дракманн не хотел брать Бэйли из-за большого количества ролей у неё, но был впечатлён записью прослушивания и тем, как она отыграла уязвимость Эбби. Бейли тренировалась, готовясь к роли, и родила своего первого сына во время производства. Она изучала людей, участвовавших в войнах, и их механизмы преодоления трудностей. Лицо Эбби основано на Джослин Меттлер, художнице по визуальным эффектам, которая ранее работала в Naughty Dog, а её тело — на спортсменке Коллин Фостч. Персонаж Эбби был хорошо принят, несмотря на то, что её игровые главы вызывали споры среди игроков, также Бейли стал объектом угроз в Интернете; некоторые критики считали, что персонаж был несправедливо опошлен, и что критика её мускулистого телосложения была результатом недостаточного разнообразия тел в играх. Бейли получила признание за свою работу, она получила признание на церемонии вручения наград Британской академии игр, Game Awards и NAVGTR Awards.

### Джоэл

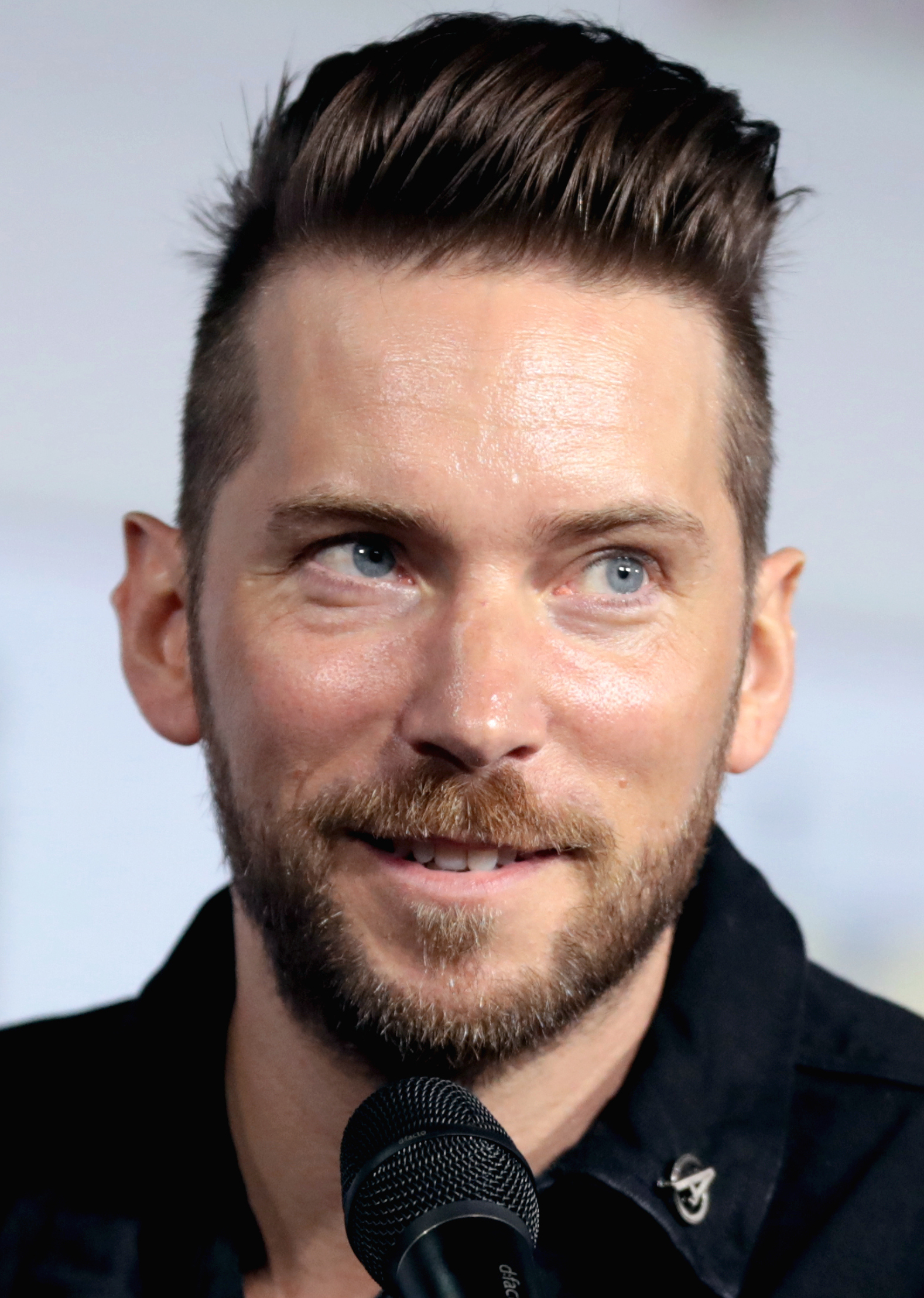
Трой Бейкер — исполнитель роли Джоэла в игре The Last of Us Part II.

Джо́эл Ми́ллер (Трой Бейкер) — приёмный отец Элли и главный герой первой игры. В прологе к The Last of Us Part II Джоэл признаёт свою вину перед братом Томми. Флэшбэки в игре показывают, как Джоэл берёт Элли с собой на день рождения в музей и, наконец, признаётся ей в том, что сделал когда она была в больнице Цикад. Спустя четыре года после первой игры Джоэл и Элли строят свою новую жизнь в Джексоне, хотя их отношения остаются напряжёнными. Во время патрулирования Джоэл и Томми спасают незнакомку Эбби от инфицированных и спасаются от большой орды, возвращаясь на аванпост, которым управляет группа Эбби. Джоэл и Томми подвергаются нападению со стороны группы Эбби, которые, как выясняется, являются бывшими «Цикадами», а теперь являются частью ВОФ, группы ополченцев, базирующейся в Сиэтле. Элли находит их, но подвергается нападению и беспомощно наблюдает, как Эбби избивает Джоэла до смерти.
Дракманн считал, что арка Джоэла была завершена после первой игры. Смерть Джоэла была основной частью повествовательной структуры игры с самого начала разработки. Хоть вначале это вызвало некоторые внутренние разногласия, команда чувствовала необходимость подобной части в повествовании. В ранней версии сцены смерти Джоэла он произносил «Сара», имя своей дочери, пока Бейкер не предложил, чтобы персонаж молчал. Если смерть Сары в первой игре должна была вызвать печаль, то смерть Джоэла призвана вызвать гнев. Дракманн считал, что наблюдение за смертью Джоэла через призму Элли подчёркивает гнев игрока. Он хотел, чтобы она была представлена как «грубая, бесцеремонная и унизительная», а не как героическая. Он предсказал, что это может вызвать негативную реакцию, но считает, что это необходимо для того, чтобы рассказать историю; в частности, он считает, что известность Naughty Dog в индустрии даёт ей возможность рисковать, чего не могут сделать другие разработчики. При разработке дизайна Джоэла для второй части команда художников позаботилась о том, чтобы он сохранил свой узнаваемый облик и в то же время показал последствия последних пяти лет.
Алекс Авард из GamesRadar+ считает, что Бейкер «украл некоторые из лучших сцен [игры] в роли Джоэла», добавив сложности, которые обогащают характер и взаимоотношения персонажа. Эван Льюис из Entertainment Weekly написал, что Бейкер «заслуживает всех возможных похвал за свою душераздирающую игру». Дорнбуш из IGN похвалил игру Бейкера за то, как он изобразил усталость Джоэла. За свою роль Бейкер получил премию NAVGTR Awards за выдающееся исполнение драматической роли второго плана. Он был номинирован в категории «Исполнитель роли второго плана» на 17-й церемонии вручения премии Британской академии игр.

## Второстепенные персонажи

### Томми

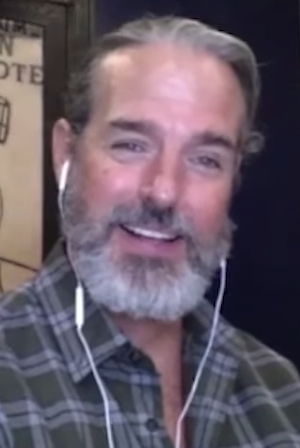
Джеффри Пирс — исполнитель роли Томми в The Last of Us Part II

То́мми (Джеффри Пирс) — брат Джоэла и один из основателей общины в Джексоне. В прологе игры Джоэл признаётся Томми в том, что сделал в больнице Цикад. Четыре года спустя Томми становится свидетелем смерти Джоэла во время патрулирования. Настояв на том, чтобы Элли осталась в Джексоне, Томми тайком сбегает ночью в Сиэтл, чтобы отомстить. Он допрашивает и убивает нескольких солдат ВОФ, включая друзей Эбби — Ника и Мэнни. Он находит Эбби и нападает на неё, но Яра ранит его ножом и сталкивает в океан. Он перегруппировывается с Элли, Диной и Джесси, но попадает в засаду, устроенную Эбби и Левом. Лев ранит его в ногу, а Эбби — в голову; он выживает, но слепнет на один глаз и хромает. Несколько месяцев спустя он навещает Элли и Дину на их ферме и сообщает, что они с женой Марией разошлись. Томми передаёт Элли информацию о местонахождении Эбби и требует, чтобы она убила её вместо него. После того как Элли отказывается, Томми ругает её, а после уезжает на своей лошади.
Пирс считает, что Томми, убеждающий Элли преследовать Эбби на ферме, пытается стереть свой позор, сравнивая это с «бомбардировкой Ирака после 11 сентября», что «не совсем верно, но… заставило некоторых людей почувствовать себя праведниками». Он назвал эти действия «глупостью уровня греческой трагедии», но считает, что это был человеческий поступок.В ранних вариантах сцены Мария навещала Элли, но её заменили на Томми, чтобы Элли «пришлось столкнуться с влиянием Эбби». Создавая Томми для второй части, команда хотела показать его преклонный возраст, сохранив при этом его индивидуальность из первой игры. За свою работу над игрой Пирс был номинирован на 17-ю премию Британской академии игр в категории «Исполнитель роли второго плана».

### Дина

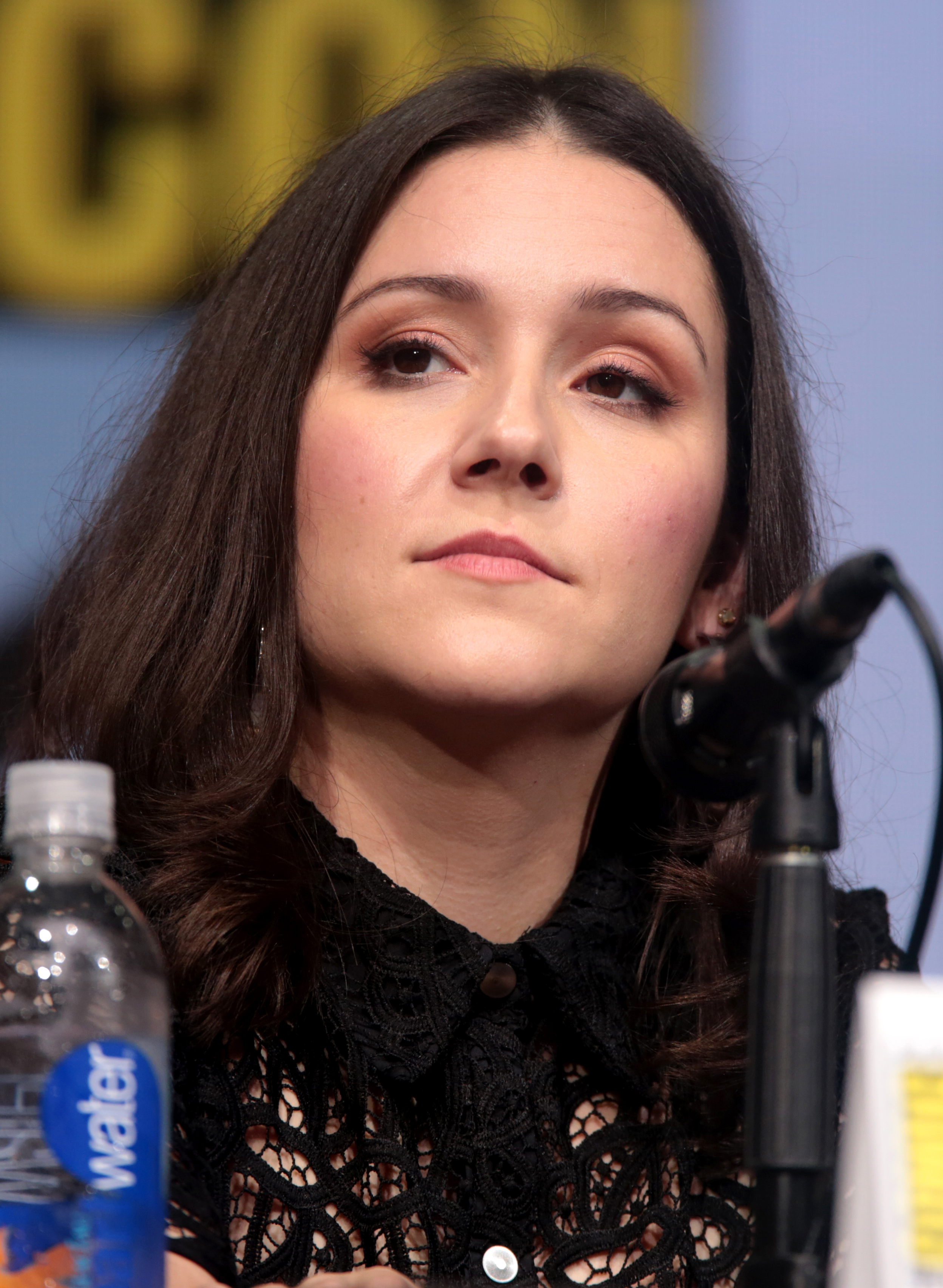
Шеннон Вудворд, которая до этого работала с Хэлли Гросс, получила роль Дины во второй части.

Ди́на (Шеннон Вудворд) — подруга Элли. Она родом из Нью-Мексико, еврейка, упоминает, что её предки пережили и испанскую инквизицию, и Холокост. Она сирота, которую с 10 лет заставляли учиться заботиться о себе самой. На следующий день после их первого поцелуя на танцах Дину и Элли назначают в патруль. Укрывшись от снежной бури, они курят марихуану и страстно целуются. Когда их находит её бывший парень Джесси, они разделяются, чтобы найти Джоэла. В конце концов Дина находит избитую Элли, оплакивающую смерть Джоэла. Она отправляется с Элли в Сиэтл, чтобы отомстить, но вынуждена отдыхать в театре, когда узнаёт о своей беременности от Джесси. Когда Эбби устраивает засаду в театре, она нападает на Дину и угрожает убить её, но в конце концов щадит её по настоянию Лева. Спустя некоторое время Дина и Элли живут на ферме, воспитывая её сына Джей-Джея. Когда Элли обнаруживает информацию о местонахождении Эбби, Дина умоляет её остаться, но Элли отказывается. Когда Элли в конце концов возвращается, она обнаруживает, что ферма пуста.
Гросс связалась с Вудворд, с которой она вместе работала над сериалом «Мир Дикого Запада». Будучи поклонником сериала, Дракманн несколько месяцев общался с Вудворд, прежде чем предложил ей пройти прослушивание на роль Дины. Джонсон вспоминает, что команда сократила потенциальный состав до четырёх актёров. После пробы с Вудворд, Джонсон почувствовала, что между ними сразу же возникла химия; Вудворд впоследствии была выбрана на роль персонажа. Вудворд считала Дину продолжением самой себя. Она почувствовала, что некоторые люди справляются с травмой с помощью комедии, и часто импровизировала шутки во время записи. В процессе разработки дизайн Дины претерпел значительные изменения; в ранних версиях паттерны поведения были непрактичными, хотя команда хотела, чтобы её стиль воплощал жизнь до пандемии. Лицо Дины основано на лице актрисы Каскины Карадонны.
Дракманн решил, что Дина будет еврейкой почти сразу. Он почувствовал, что она борется с религией, не веря в каждую часть Торы, но её отношения с ней остаются важными для неё. Её имя означает «суд» на иврите, что, по его мнению, отражает тематику игры. В качестве нарративной функции Дина представляла сообщество Джексона и то, что Элли могла потеряться от своей миссии мести. Её присутствие давало Элли минуты света; команда считает, что она «усиливает лучшие стороны Элли». Изначально Гросс написала для Элли расширенный монолог, который она должна была исполнить перед Диной о своём страхе разрушить их дружбу. Её чувство юмора помогает ей забыть о травмирующем прошлом.
Эндрю Вебстер из The Verge описал Дину как «харизматичную и честную противоположность более упрямой личности Элли», особенно отметив пустоту её отсутствием. Джонатон Дорнбуш из IGN высоко оценил игру Вудворд, особенно в спокойные моменты игры. Джин Парк из газеты Washington Post назвала Дину «тихой революционеркой» за изображение её еврейского наследия. Кайти Клайн из NPR считает Дину первым еврейским персонажем видеоигры, с котором она может себя соотнести. За свою работу над игрой Вудворд была номинирована на 17-ю премию Британской академии игр в категории «Исполнительница роли второго плана».

### Джесси

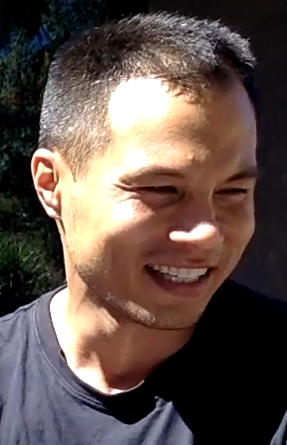
Стивен Чанг — исполнитель роли Джесси.

Дже́сси (Стивен Чанг) — бывший парень Дины. В начале игры он возглавляет патруль и обнаруживает, что Джоэла и Томми нет на посту. Сообщив об этом Элли и Дине, трое отправляются на их поиски. В итоге Джесси находит раненого Томми, Элли без сознания и мёртвого Джоэла. После того как Элли, Дина и Томми отправляются в Сиэтл, чтобы отомстить за Джоэла, Джесси тайком отправляется следом. Он находит Элли в пригородном районе Сиэтла и перегруппировывается с ней и Диной. Джесси догадывается о беременности Дины, но не обсуждает это с ней. На следующий день он отправляется в путь вместе с Элли, но, узнав о местонахождении Томми, они расстаются; Джесси разыскивает Томми, а Элли продолжает поиски Эбби. Джесси и Томми в конце концов находят Элли в океанариуме, и все трое возвращаются к Дине. В ту ночь, когда Томми попадает в засаду, Джесси вбегает в комнату и получает пулю в лицо от Эбби, от которой мгновенно погибает. Несколько месяцев спустя Дина рожает от него ребёнка, по имени Джей-Джей.
Чанг почувствовал связь с персонажем и отметил, что команда позволила ему «привнести в персонажа много от себя». Создавая Джесси, команда разработчиков хотела, чтобы он выглядел опытным и верным, с сильным моральным компасом. Он был одним из самых простых персонажей для разработки, представляя собой «сурового, сильного американского ковбоя».

### Лев
Лев (Ян Александер) — бывший член Серафитов и брат Яры. После того, как Лев, родившийся как Лили, стал мужчиной, брат и сестра были изгнаны из группы и вынуждены бежать. Лев спасает Яру, когда та попадает в плен к серафитам. Эбби помогает им найти безопасное место для ночлега. На следующий день она отводит их к своим друзьям Оуэну и Мэл. Получив от Оуэна предложение сбежать в Санта-Барбару, Лев, не желая оставлять свою мать одну, отправляется на остров серафитов, чтобы убедить её уйти. Защищаясь, он убивает свою мать. Когда они покидают остров, Яра жертвует собой, чтобы Лев и Эбби могли спастись. Они находят Оуэна и Мэл мёртвыми; Лев помогает Эбби отследить местонахождение Элли. Эбби и Лев добираются до Санта-Барбары, где связываются с Цикадами, но попадают в плен к бандитам. Через некоторое время Элли освобождает Эбби, которая затем вместе с Левом уплывают на лодке. В конце концов, они добираются до острова Каталина, где находятся Цикады.
Первоначально Лев, ещё на стадии разработки, но не был трансгендером. Изучая идею сделать его трансгендером, команда пришла к выводу, что это интересный взгляд на насилие, которое можно найти в организованной религии. Трансгендерные сотрудники Naughty Dog внесли свой вклад в разработку персонажа, и команда проконсультировалась с учёным из ЛГБТ. Когда разработчики обратились в актёрские агентства с просьбой провести кастинг на роль персонажа, они обнаружили, что ни одно из них не представляет трансгендерных актёров. Некоторые члены команды были поклонниками сериала The OA (2016—2019), в котором снялся Александер. Naughty Dog связались с режиссёром The OA Залом Батманглиджем, чтобы установить контакт. Дракманн пригласил Александера на прослушивание, и последний представил несколько самостоятельно снятых видеороликов. Они работали над игрой в течение трёх лет.
Александера привлекла эта роль, поскольку они пережили схожие эмоции при переходе, будучи выходцами из мормонской среды и также были осуждены после обрезания волос. Однако они отметили, что существенным отличием было то, что если Лев использовал свою веру как серафит в качестве утешения, то Александер отказался от своей религии, чтобы справиться с дискриминацией. Они считали, что Лев был вынужден повзрослеть из-за своего окружения. Несмотря на некоторые колебания, команда решила, что использование мёртвого имени Лева серафитами демонстрирует разницу между их трансфобией и принятием Эбби и Яры. Команда наняла религиозного консультанта, чтобы реакция серафитов на переход Лева была точной и не была непреднамеренно оскорбительной. Дракманн считает Лева одним из самых важных персонажей, поскольку он олицетворяет ту же невинность, что и Элли в первой игре. Имя Лева основано на еврейском толковании слова «сердце» и является данью уважения персонажу из «Города воров» Дэвида Бениоффа (2008), одного из любимых романов Дракманна.
Некоторые представители трансгендерного сообщества возражали против образа Лева. Критика была сосредоточена на использовании злодеями имени Лева, на том, что он был создан цисгендерными писателями, и на использовании историй трансов в качестве трагедий. В статье для Paste Уэверли высоко оценил выбор на роль трансгендера, но считает, что в игре слишком много внимания уделяется его гендерной идентичности и страданиям, которые он испытывает из-за этого. Уэверли считает, что «история Лева создана не для трансгендеров, а для того, чтобы дать цисгендерным игрокам возможность почувствовать свою вину и жалость к трансгендерам». Напротив, Стейси Хенли из VG247 написала, что, хотя история Лева не идеальна, «это важный шаг для трансперсонажей в играх, в центре внимания высокохаризматичный и центральный персонаж, который гораздо больше, чем просто транс». Райли Маклеод из Kotaku считает, что персонаж Лева — это просто способ игры признать существование транс-людей, и пишет, что игрокам предстоит создать своё собственное мнение об этом персонаже.

### Яра
Я́ра (Виктория Грейс) — сестра Лева и член Серафитов. После того как Лев стал мужчиной, брат и сестра были вынуждены бежать. Яра попадает в плен к серафитам, которые ломают ей руку, раздробив кость, после чего её спасает Лев. Эбби помогает брату и сестре найти безопасное место для ночлега. На следующий день она отводит их к своим друзьям Оуэну и Мэлу; последний, хирург, определяет, что у Яры компартмент-синдром, и вынужден ампутировать ей руку. Яра принимает приглашение Оуэна сбежать в Санта-Барбару, но Лев, не желая оставлять их мать, отправляется на остров Серафитов. Яра и Эбби выслеживают Лева и узнают, что он убил их мать, защищаясь. Когда они покидают остров, Яра убивает лидера ВОФ и жертвует собой, чтобы Лев и Эбби могли сбежать.
На ранних этапах разработки предполагалось, что Яра будет трансгендером, а не Лев, но Дракманн предпочёл оставить её более традиционной последовательницей серафитов. Грейс была знакома с игрой The Last of Us до получения роли. Её мать нашла роль через объявление о работе под кодовым именем. Грейс сразу же заинтересовалась ролью из-за «силы, храбрости и самоотверженности» Яры. Её пригласили на прослушивание, где она встретилась с Дракманном и снялась вместе с Бейли и Гроссом. Грейс считает, что, будучи младшей из пяти братьев и сестёр, её тесная связь с семьёй передалась и в роли: «Я готова ударить молотком по руке за любого из моих братьев и сестёр». Она оценила то, что сценаристы позволили персонажам определяться их личностями, а не только их азиатско-американским происхождением. Повседневная одежда Яры символизирует её переход к беззаботному образу жизни, в отличие от её ограничивающего воспитания.

### Мэнни
Эмануэ́ль «Мэ́нни» Альва́рес (Алехандро Эдда) — бывший Цикада, который служит вместе с Эбби, своей подругой, в качестве солдата Вашингтонского Освободительного Фронта (ВОФ). Когда Эбби избивает Джоэла до смерти, Мэнни плюёт на труп Джоэла. Он подвозит Эбби и Мэл к базе ВОФ, когда на них нападают серафиты, вынуждая их продолжать путь пешком. В ту ночь он помогает Эбби тайком выбраться с базы, чтобы найти Оуэна. Два дня спустя Мэнни отправляют на пристань, чтобы он подготовил лодки для запланированного вторжения серафитов, но его команда погибает в перестрелке с Томми. Вскоре он встречает Эбби, и они вдвоём пробиваются к Томми, но Томми стреляет Мэнни в голову, мгновенно убивая его.
Эдда ранее работал с Naughty Dog над игрой «Uncharted 4: A Thief’s End» (2016). Кастинг-директор Naughty Dog Бекки Тодд связалась с Эддом, когда он проводил Рождество со своей бабушкой в Мексике, и сообщила ему, что Дракманн хочет с ним поговорить; они поговорили по телефону, и Дракманн предложил ему роль Мэнни. Эдда, у которого практически не было опыта работы с видеоиграми, согласился, так как посчитал это уникальным творческим опытом. Во время производства Дракманн позволил Эдде творчески подойти к исполнению роли, добавляя мелкие детали к персонажу по своему усмотрению; например, Эдда почувствовал, что Мэнни будет пить мецкаль, а не виски, как предполагалось в сценарии, и строчка была изменена. Во время сцены смерти Джоэла Эдда изобразил Мэнни телохранителем Эбби, с холодным и жёстким нравом, хотя он признал, что сцена была эмоциональной, поскольку это была его последняя съёмка с Бейкером. Эдда чувствовала, что с Мэнни Эбби могла говорить более комфортно и открыто. Последние сцены с Мэнни на пристани были одними из последних, снятых за день, и Эдда считает, что усталость актёров усиливает интенсивность и отчаяние их поступков. Дизайн Мэнни был основан на внешности Эдды, что дало ему больше времени на работу над игрой; он работал над ней около двух лет.

## Отзывы

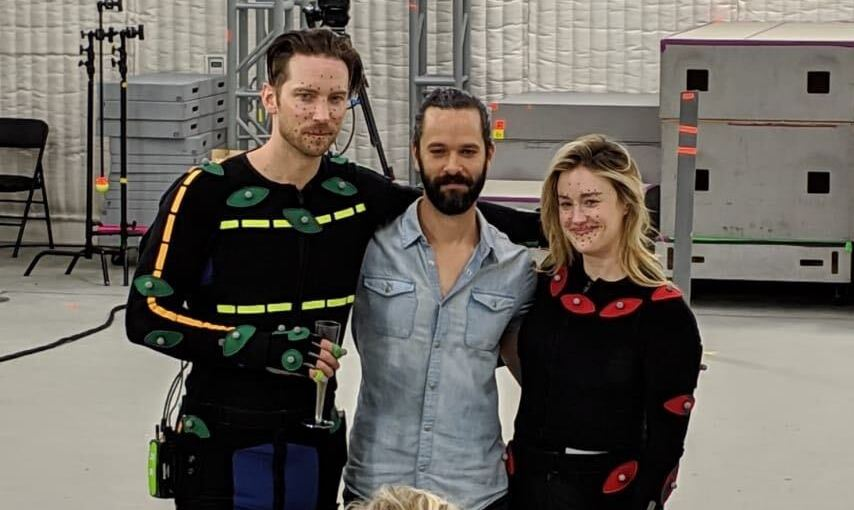
Трой Бейкер (слева), Эшли Джонсон (справа), а также Нил Дракманн (в центре).

Персонажи были восприняты неоднозначно. Кирк МакКианд из VG247 назвал всех персонажей «сложными и человечными». Крис Картер из Destructoid сочувствовал главным героям, это мнение разделяет и Дорнбуш из IGN, который считает развитие Элли особенно «захватывающим». МакЛеод из Kotaku и Элиана Доктерман из Time высоко оценили разнообразие персонажей. Энди Макнамара из Game Informer считает, что отсутствие персонажей второго плана иногда настораживает, поскольку они стали ему близки. Вебстер из The Verge высоко оценил отношения между Элли и Диной, хотя и отметил некоторый диссонанс в поведении первой между геймплеем и катсценами. Аналогично, обозреватель GameSpot Калли Плагге нашла развитие характера Эбби несоответствующим её «натиску в бою с врагами-людьми». Мэдди Майерс из Polygon и Роб Закни из Vice раскритиковали неспособность персонажей учиться на своих ошибках. Майкл Лери из GameRevolution считает, что новые персонажи менее привлекательны, чем те, что были в предыдущих играх Naughty Dog. Янник Ле Фур из Jeuxvideo.com написал, что персонажам второго плана, таким как Джесси и Мэнни, не хватает развития, и они используются просто для продвижения повествования.
Критики высоко оценили игру актёров, особенно Джонсон, Бейкера и Бейли. МакКеанд из VG247 обнаружил, что их образы в игре делают повествовательные моменты более сильными. Тим Биггс из The Sydney Morning Herald похвалил игру за то, что персонажи получились правдоподобными. Льюис из Entertainment Weekly считает, что актёрская игра спасла игру «от поглощения собственной тьмой». Джеймс Дайер из Empire назвал игру актёров «невероятно нюансированной, достойной большого экрана», дополнительно отметив Вудворда и Александера как выдающихся актёров. Кеза Макдональд из The Guardian пишет, что актёрская игра сделала повествование гораздо более эмоционально эффектным.